# 京阪大津京站
京阪大津京站（日语：／ Keihan-otsukyo eki */?）是位於滋賀縣大津市皇子丘，屬於京阪電氣鐵道的石山坂本線停留場。車站編號為OT15。

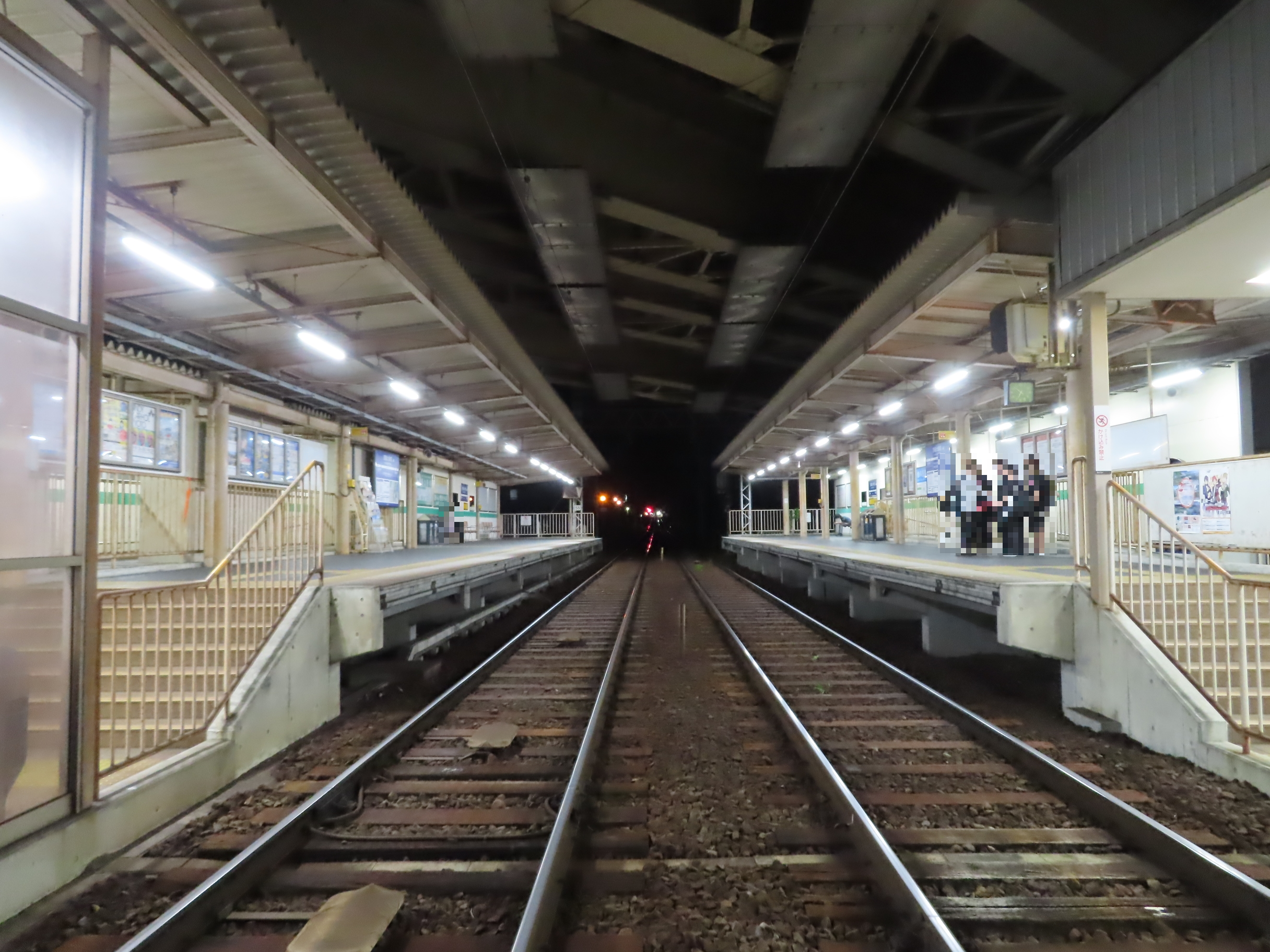
月台全景（2022年9月）

## 歷史
- 1946年（昭和21年）3月1日 - 在暫停服務中的山上站和漣站廢止，兩站之間新設皇子山站。當時為京阪神急行電鐵（現時：阪急電鐵）的車站。
- 1949年（昭和24年）12月1日 - 公司分離後，成為京阪電氣鐵道石山坂本線的車站[3][4]。
- 1956年（昭和31年）6月25日 - 車站改善工程竣工[5]。
- 2006年（平成18年）3月18日 - 車站向北遷移52米至湖西線高架橋下。
- 2018年（平成30年）3月17日 - 車站改名為京阪大津京站[6][7]。車站改名的理由是該站連接JR湖西線大津京站，方便乘客轉乘之用[6][7]。

## 車站構造
本站是地面車站，設有2面2線的相對式月台。站房位於上行月台靠近濱大津一方。兩月台之間透過站內平交道連接，上下行月台各自設有自動閘機，因此在月台上無法從閘內前往另一座月台。站內的自動閘機可使用PiTaPa與ICOCA。

### 月台
| 月台         | 路線        | 上下行 | 方向                                                           | 備註                               |
| ------------ | ----------- | ------ | -------------------------------------------------------------- | ---------------------------------- |
| 車站大樓一方 | ▼石山坂本線 | 上行   | 琵琶湖濱大津、石山寺方向 ▲京津線（ 地下鐵東西線 三條京阪）方向 | 京津線需要在琵琶湖濱大津站轉乘列車 |
| 車站大樓對面 | ▼石山坂本線 | 下行   | 坂本比叡山口方向                                               |                                    |

※月台可容納2卡列車。在旅客資訊上沒有編排月台編號。

## 車站周邊
- 皇子丘公園（日语：皇子が丘公園）（車站西邊）
- 皇子山綜合運動公園（車站東南方）
  - 皇子山球場（日语：皇子山球場）
  - 滋賀縣立體育會館
- 琵琶湖賽艇場（日语：びわこ競艇場）
- 大津市立皇子山中學（日语：大津市立皇子山中学校）
- AEON Style大津京（日语：イオンスタイル大津京）
- 早尾神社

## 巴士路線
參見大津京站。

## 相鄰車站
京阪電氣鐵道
▼石山坂本線
大津市役所前（OT14）－京阪大津京（OT15）－近江神宮前（OT16）

## 注腳
1. ↑  大津市統計年鑑
2. ↑  停車站資訊圖 （页面存档备份，存于）（日語） - 京阪電氣鐵道
3. ↑  高橋 2017，第28頁.
4. ↑  寺田 2013，第275頁.
5. ↑  京阪100周年紀念誌《京阪百年のあゆみ》資料編，2011年3月24日，150頁
6. 1 2  大津線4駅の駅名を変更しますPDF（日語） - 京阪電氣鐵道，2017年2月13日
7. 1 2  3月17日(土)より大津線4駅の駅名を変更しますPDF（日語） - 京阪電氣鐵道，2018年1月26日

## 外部連結
- 京阪大津京 - 京阪電氣鐵道